# Duguetia inconspicua
Duguetia inconspicua este o specie de plante angiosperme din genul Duguetia, familia Annonaceae, descrisă de Paul Antoine Sagot. Conform Catalogue of Life specia Duguetia inconspicua nu are subspecii cunoscute.